# Brava (eiland)
Brava is een vulkanisch eiland en is een van de 22 gemeentes van Kaapverdië, onderdeel van de archipel Sotavento, en telt 5.995 inwoners. Het is het kleinste bewoonde eiland van de archipel. De hoofdplaats van de gemeente is de stad Nova Sintra.
Tot de gemeente Brava behoren ook de eilandjes Grande en Cima.

## Geografie

### Plaatsen op het eiland
Het eiland Brava zelf is voor statistische doeleinden opgedeeld in de volgende plaatsen:
| - Cachaço - Campo Baixo - Cidade de Nova Sintra - Cova de Joana - Cova Rodela - Faja d'agua | - Furna - João da Noly - Lem rural - Lomba Tamtum - Mato - Mato Grande | - Nossa Senhora do Monte - Nova Sintra (rural) - Santa Barbara - Tomé Barraz - Vinagre |

## Bereikbaarheid
Het eiland Brava heeft geen eigen vliegveld. Op het nabijgelegen eiland Fogo ligt het Aeródromo de São Filipe. Vanuit Furna is een bootverbinding met São Filipe. De reisduur is minder dan een uur.

### Toerisme
Op het eiland is nog weinig toerisme. Het is vooral een plek voor wandeltochten. Cidade de Nova Sintra biedt een mooi uitzicht op het eiland Fogo.
Barlavento-archipel: Boa Vista · Branco · Razo · Sal · Santa Luzia · Santo Antão · São Nicolau · São Vicente

Sotavento-archipel: Brava · Fogo · Maio · Santiago